# Ішвари
Ішва́ри (рос. Ишвары) — присілок у складі Шуришкарського району Ямало-Ненецького автономного округу Тюменської області, Росія. Входить до складу Азовського сільського поселення.
Населення — 4 особи (2010, 12 у 2002).
Національний склад станом на 2002 рік: ханти — 100 %.